# Bilen
Bilen (također transkribirano kao Blin, a prethodno poznat i kao Bogo, Bogos ili Sjeverni Agaw ), je kušitska etnička skupina na Afričkom rogu. Koncentrirani su uglavnom u središnjoj Eritreji, u gradu Keren i oko njega, te južnije prema Asmari, glavnom gradu države. 

## Pregled
Prema lokalnoj usmenoj predaji, Bilen su migrirali na eritrejsku visoravan s juga oko desetog ili jedanaestog stoljeća. Zatim su se pomiješali s prethodnom populacijom Tigre.  Neki od Bilena ušli su u Eritreju iz Etiopije tijekom 16. stoljeća. Uglavnom su poljoprivrednici, ima ih oko 96 000 i predstavljaju oko 2,1% atanovništva Eritreje.

## Religija
Bileni prakticiraju i islam i kršćanstvo. Muslimani uglavnom naseljavaju ruralna područja i miješaju se sa susjednim narodom Tigrom, dok kršćani više borave u urbanim područjima i miješaju se s Biher-Tigrinya. Sunitski islam je najprihvaćenija religija među Bilenima (oko 65% ih je muslimana), a slijedi ih kršćanstvo raznih denominacija, a nekolicina njih prakticira svoju tradicionalnu vjeru. Vjerska raznolikost Bilena postoji i trenutno mirno koegzistira već dugo vremena s vrlo malo sukoba zbog vjerskih razlika.  

## Jezik
Bileni govore Bilenski jezik kao materinski jezik, koji pripada kušitskoj grani afro-azijske jezične obitelji. Mnogi govore i druge afro-azijske jezike poput Tigre i Tigrinya. Osim toga, mlađi Bileni često koristi arapske riječi i izraze u svom svakodnevnom govoru.